# Сръбският шовинизъм
 Тази статия е за книгата на Боян Пенев.  За социалното явление вижте сръбски национализъм.  
„Сръбският шовинизъм. Сръбската отечествена наука, учебна литература, популярна литература и поезия. Сръбската пропаганда в Македония“ е брошура, издадена от българския литературен историк Боян Пенев през 1916 година.
Написана през Първата световна война, малко след като България обявява война на Сърбия и последвалия разгром на сърбите от Централните сили, по думите на автора книгата си поставя за цел да демонстрира „пакостната мегаломания“ на сърбите. Определяна от съвременни изследователи като „връхна точка на българската сърбофобска пропаганда“, книгата е сред първите в българската литература, обвиняваща за българо-сръбските конфликти не политиката на сръбското правителство, а същностни характеристики на самия сръбски народ.